# Lars-Eric Lundvall
Lars-Eric Lundvall (* 3. April 1934 in Karlskoga; † 8. April 2020) war ein schwedischer Eishockeyspieler.

## Karriere

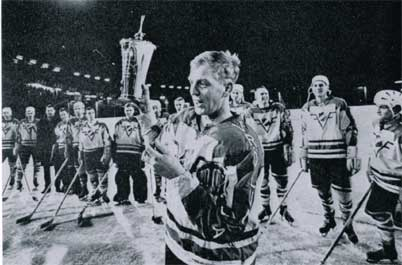
Lundvall 1965 als Spieler von Västra Frölunda IF mit dem Le-Mat-Pokal

Lars-Eric Lundvall begann seine Karriere als Eishockeyspieler in seiner Heimatstadt beim IFK Bofors, für dessen Profimannschaft er von 1950 bis 1955 in der Division 1, der damals höchsten schwedischen Spielklasse, sowie der zweitklassigen Division 2 aktiv war. Zur Saison 1955/56 wurde der Flügelspieler vom Södertälje SK verpflichtet, mit dem er auf Anhieb Schwedischer Meister wurde. Nach einer weiteren Spielzeit in Södertälje, spielte er ein Jahr lang für seinen Heimatklub IFK Bofors, ehe er von 1958 bis 1960 erneut für den Södertälje SK in der Division 1 auf dem Eis stand. Zuletzt lief der Schwede von 1960 bis 1968 für den Västra Frölunda IF auf, mit dem er in der Saison 1964/65 ebenfalls den nationalen Meistertitel gewann. 

### International
Für Schweden nahm Lundvall an den Olympischen Winterspielen 1956 in Cortina d’Ampezzo, 1960 in Squaw Valley und 1964 in Innsbruck teil. Bei den Winterspielen 1964 gewann er mit seiner Mannschaft die Silbermedaille. Zudem stand er im Aufgebot seines Landes bei den Weltmeisterschaften 1957, 1958, 1962, 1963 und 1965. Bei den Weltmeisterschaften 1957 und 1962 gewann er mit seiner Mannschaft jeweils die Goldmedaille. Als bestes europäisches Team wurde Schweden zudem jeweils Europameister. Bei den Weltmeisterschaften 1958 und 1965 gewann er mit seiner Mannschaft jeweils die Bronze-, bei der WM 1963 die Silbermedaille. 

## Erfolge und Auszeichnungen
- 1956 Schwedischer Meister mit dem Södertälje SK
- 1959 Schwedisches All-Star Team
- 1960 Schwedisches All-Star Team
- 1965 Schwedischer Meister mit dem Västra Frölunda IF
- 1965 Rinkens riddare

### International
| - 1957 Goldmedaille bei der Weltmeisterschaft - 1958 Bronzemedaille bei der Weltmeisterschaft - 1962 Goldmedaille bei der Weltmeisterschaft | - 1963 Silbermedaille bei der Weltmeisterschaft - 1964 Silbermedaille bei den Olympischen Winterspielen - 1965 Bronzemedaille bei der Weltmeisterschaft |